# Itapuã (Salvador)
Pour les articles homonymes, voir Itapoã.
 (octobre 2022).
La mise en forme du texte ne suit pas les recommandations de Wikipédia : il faut le « wikifier ».
Les points d'amélioration suivants sont les cas les plus fréquents. Le détail des points à revoir est peut-être précisé sur la page de discussion.
- Les titres sont pré-formatés par le logiciel. Ils ne sont ni en capitales, ni en gras.
- Le texte ne doit pas être écrit en capitales (les noms de famille non plus), ni en gras, ni en italique, ni en « petit »…
- Le gras n'est utilisé que pour surligner le titre de l'article dans l'introduction, une seule fois.
- L'italique est rarement utilisé : mots en langue étrangère, titres d'œuvres, noms de bateaux, etc.
- Les citations ne sont pas en italique mais en corps de texte normal. Elles sont entourées par des guillemets français : « et ».
- Les listes à puces sont à éviter, des paragraphes rédigés étant largement préférés. Les tableaux sont à réserver à la présentation de données structurées (résultats, etc.).
- Les appels de note de bas de page (petits chiffres en exposant, introduits par l'outil «  Source ») sont à placer entre la fin de phrase et le point final[comme ça].
- Les liens internes (vers d'autres articles de Wikipédia) sont à choisir avec parcimonie. Créez des liens vers des articles approfondissant le sujet. Les termes génériques sans rapport avec le sujet sont à éviter, ainsi que les répétitions de liens vers un même terme.
- Les liens externes sont à placer uniquement dans une section « Liens externes », à la fin de l'article. Ces liens sont à choisir avec parcimonie suivant les règles définies. Si un lien sert de source à l'article, son insertion dans le texte est à faire par les notes de bas de page.
- La présentation des références doit suivre les conventions bibliographiques. Il est recommandé d'utiliser les modèles {{Ouvrage}}, {{Chapitre}}, {{Article}}, {{Lien web}} et/ou {{Bibliographie}}. Le mode d'édition visuel peut mettre en forme automatiquement les références.
- Insérer une infobox (cadre d'informations à droite) n'est pas obligatoire pour parachever la mise en page.

Pour une aide détaillée, merci de consulter Aide:Wikification.
Si vous pensez que ces points ont été résolus, vous pouvez retirer ce bandeau et améliorer la mise en forme d'un autre article.
 (octobre 2022).
Itapuã est un quartier de Salvador, Bahia, Brésil. En 2012, iBahia a enquêté sur la vie culturelle du quartier. Elle possède trois plages fréquentées par la population locale et les touristes : Praia de Itapuã, Praia de Placafor et Praia do Farol de Itapuã . Dans ce dernier, se trouve le phare d'Itapuã. La lagune Abaeté est située dans le quartier, symbole de la ville. Autour de la lagune, il y a un parc métropolitain de préservation inauguré en 1993, le Parque Metropolitano Lagoas e Dunas do Abaeté. De plus, il existe plusieurs hôtels de luxe et des lotissements pour les classes moyennes et supérieures dans le quartier. Il est également mentionné dans la chanson du compositeur Vinicius de Moraes, « Tarde em Itapuã », de 1971, chanson classique de Marília Medalha, Toquinho et Vinicius de Moraes,.

## Emplacement

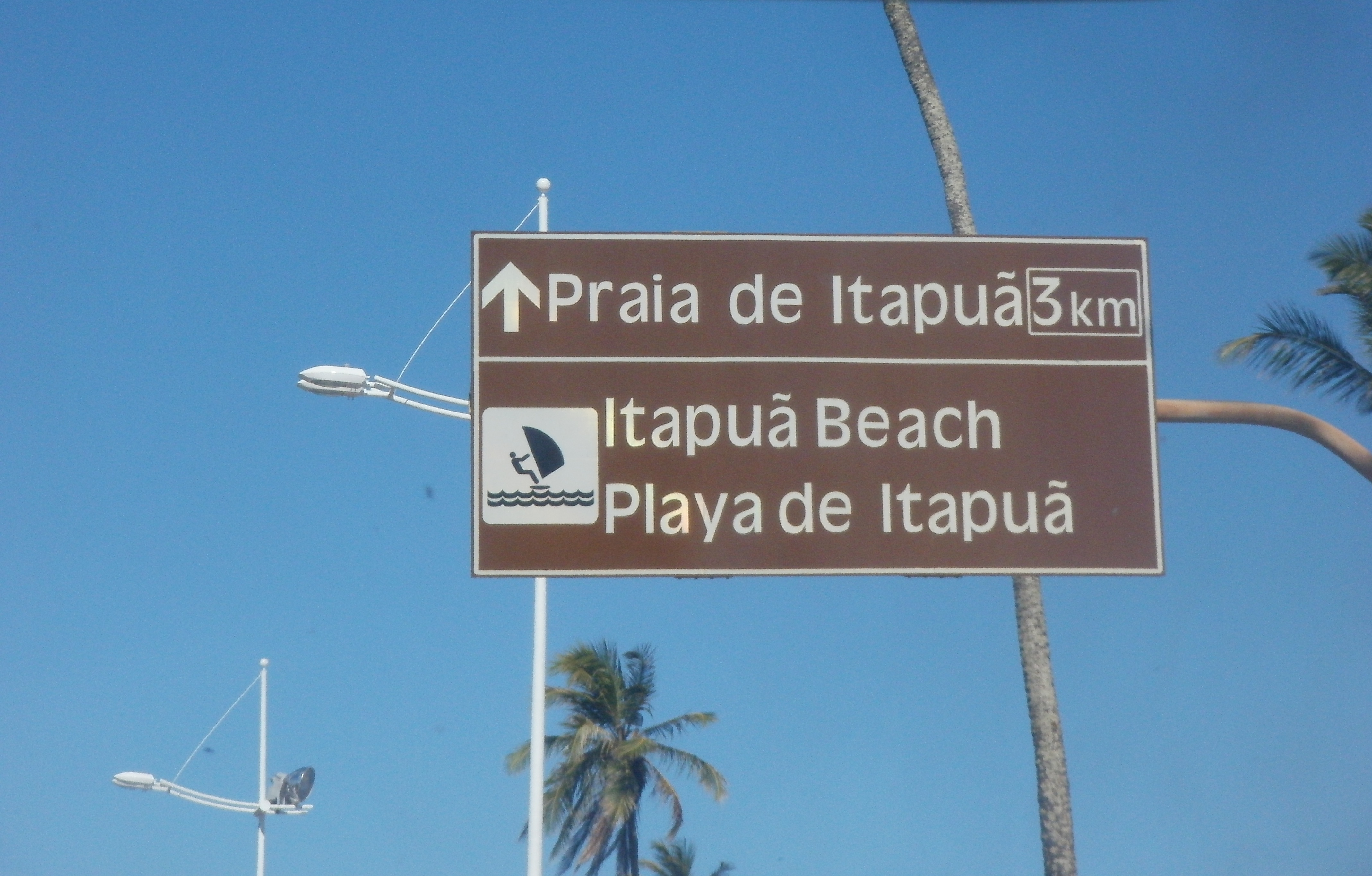
Panneau indiquant la plage d'Itapuã.

À environ 25 kilomètres du centre-ville, Itapuã est situé après le quartier Piatã, et borde le Bairro da Paz (initialement nommé "Invasion des Malouines"), de São Cristóvão et de Stella Maris  .

## Étymologie
"Itapuã" est un terme tupi qui signifie "pierre érigée", passant par la jonction de itá (pierre) et pu'ã, érigé  et désigne un affleurement rocheux situé au large de la zone de surf de la plage. D'après Gabriel Soares de Souza dans son Traité décrivant le Brésil en 1587, "Tapuã est un point faisant face à la mer, avec une pierre sur le cap qui l'entoure, que les natifs appellent par ce nom, qui signifie base de pierre ; en face de ce point sur une hauteur se trouve une ferme (...) avec un ermitage de Saint François." 

## Histoire

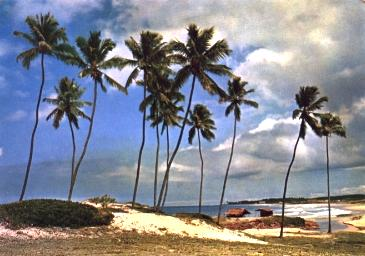
Plage d'Itapuã

Au XVIIe siècle, Itapuã était une base de pêche baleinière. Vers 1625, dans le village de pêcheurs qui s'y était formé, fut construite l'église de Nossa Senhora da Conceição de Itapuã. La sainte catholique correspondait à Iemanjá, dans le syncrétisme religieux de Bahia et était l'objet d'un culte et de célébrations, où, à l'origine, ne se joignaient que les habitants du village.
La première partie de la plage d'Itapuã est connue sous le nom de Placafor ou Placa Ford. En effet, vers les années 1960, un grand panneau publicitaire Ford avait été installé sur l' Avenida Otávio Mangabeira, face à la plage. Le panneau se tenait sur la ligne imaginaire qui sépare les plages de Piatã et Itapuã et a fini par devenir un point de référence pour cette partie de la plage d'Itapuã qui devint à la mode dans les années 1960. La plaque n'existe plus, mais le début de la plage d'Itapuã continue d'être appelé Placafor.
Itapuã est le lieu où "Dona Flor" (du roman Dona Flor e Seus Dois Maridos de Jorge Amado ) a perdu sa virginité avec l'homme qui allait devenir son premier mari.
C'était aussi la maison du dramaturge, poète et parolier Vinicius de Moraes et du compositeur Dorival Caymmi. Vinícius, avec son collaborateur Toquinho, a écrit et chanté un célèbre hymne évocateur du village bucolique qu'était Itapuã à son époque. La maison dans laquelle Vinicius a vécu avec l'actrice Gessy Gesse 44 rue Flamengo, construite dans les années 1970 face à la mer à Itapuã, est actuellement le restaurant Casa di Vina, une référence au nom que les amis de Vinicius lui donnaient. Au même endroit se situe également le Mémorial Casa di Vina, ouvert au public gratuitement, où sont exposés des objets, des photos et des documents de l'histoire du couple et du passage du poète à Bahia, qui en plus de la chanson Tarde em Itapuã a produit de nombreux autres chefs-d'œuvre,.

## Entreprises

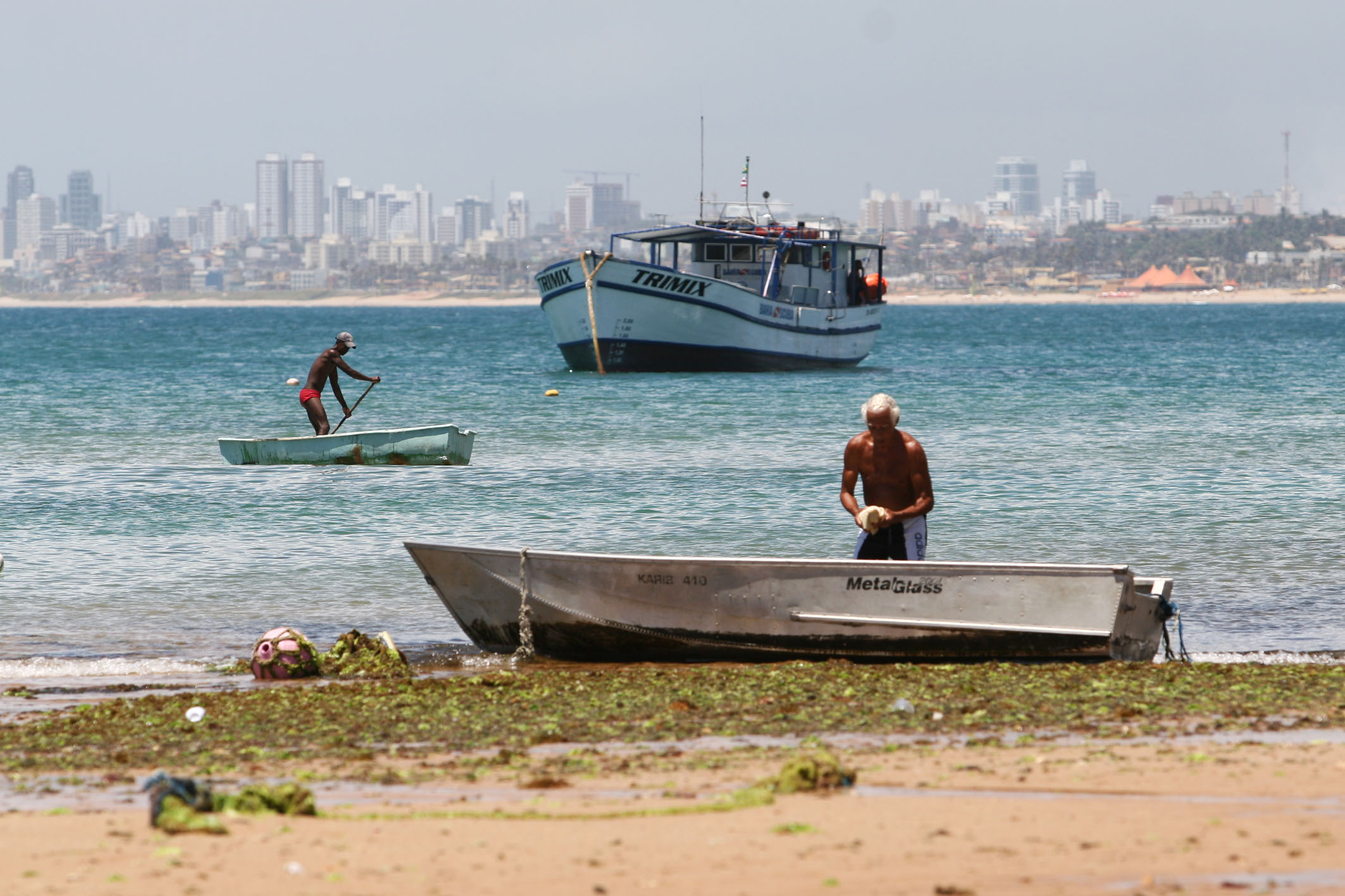
Pêcheurs à Itapuã.

Des hôtels de luxe ont ouvert à Itapuã, comme l'hôtel Deville Prime Salvador. Le quartier possède des lotissements luxueux, en plus d'un grand nombre de restaurants vendant des aliments typiques. Les délices de Cira (une spécialiste de l'acarajé), qui s'installe quotidiennement sur une place. Il y a le week-end à Itapuã de la musique et de la danse, à la fois le long du front de mer et à Lagoa do Abaeté . Une enquête réalisée par le journal Correio en 2016 a indiqué que le quartier a le troisième meilleur prix de location de propriété à Salvador.

## Démographie
En 2006, le quartier d'Itapuã avait un indice de développement humain (IDH) de 0,664, inférieur à celui de pays comme l'Afrique du Sud, la Guinée équatoriale et le Tadjikistan, situés en Afrique et en Asie centrale. Selon le recensement de 2010 de l'Institut brésilien de géographie et de statistique (IBGE), c'est le deuxième quartier avec la plus grande population de Noirs à Salvador, avec 77,96 %. Sa population totale en 2010, toutes ethnies confondues, était de 66 961. Au premier trimestre de 2015, le quartier avait l'un des taux de vols les plus élevés de Salvador.
En juillet 2018, il est entré dans la liste des endroits où les vols de bus se produisent le plus. Selon le chef de la police José Neles, chef du commissariat de police pour la répression des vols de véhicules : "Là [à Itapuã], nous avons une très grande croissance démographique désorganisée, plusieurs voies d'évacuation et des endroits difficiles d'accès pour la police (...) Mais c'est un quartier où la police a, sans aucun doute, une opération importante à mener pour répondre et  réduire [la criminalité]." 